# AnyLogic
AnyLogic este o aplicație de modelare a simulărilor de tip multi-metodă dezvoltată de The AnyLogic Company.

## Istoric AnyLogic
La începutul anilor ’90 s-a manifestat un interes semnificativ pentru abordarea matematică în cazul modelării și simulării proceselor paralele. Această abordare poate fi aplicată la analiza acurateței programelor paralele și distribuite. Grupul de cercetare Distributed Computer Network (DCN) din cadrul Universității Tehnice din Sankt Petersburg a dezvoltat un astfel de sistem de software în vederea analizei acurateței programelor; noua aplicație fost denumită COVERS (Concurrent Verification and Simulation). Acest sistem permitea notația grafică a modelării structurii și comportamentului sistemului. Această aplicație a fost dezvoltată în cadrul cercetarea pentru Hewlett Packard (?).
În 1998, succesul acestei cercetări a inspirat laboratorul DCN să înființeze o companie având ca scop dezvoltarea unui software de simulare de nouă generație. În cursul dezvoltării s-a pus accent pe metodele folosite:  simulare, analiza performanței, comportamentul sistemelor stohastice, optimizare și vizualizare. Noul software lansat în 2000 se baza pe cele mai noi realizări ale tehnologiei informației: o abordare orientată spre obiect, elemente din limbajul standard UML, folosirea limbajului Java, un GUI modern, etc.

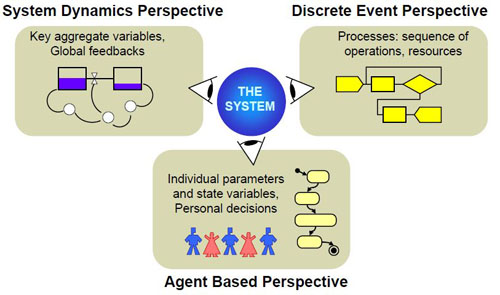
Trei abordări ale simulării unei întreprinderi

Aplicația a fost numită AnyLogic, deoarece era compatibilă cu toate cele trei binecunoscute abordări de modelare:
- Dinamica sistemelor,
- Simulare bazată pe evenimente discrete,
- Modelare bazată pe agenți [2].

+ Orice combinație a acestor trei abordări în cadrul unui singur model..
Prima versiune AnyLogic a fost AnyLogic 4, deoarece numerotarea a fost continuată de la COVERS 3.0.
Apariția AnyLogic 5 în 2003 a reprezentat un mare pas înainte. Se axa pe simularea întreprinderilor din următoarele domenii:
- Marketing și  concurență[4],
- Sănătate publică [5],
- Industrie[6],
- Rețele de aprovizionare [7][8][9],
- Logistică[10],
- Piața de retail[11][12],
- Procese de producție[13],
- Dinamică socială și de ecosistem,
- Apărare,
- Managementul proiectelor și al achizițiilor,
- Infrastructră IT,
- Dinamica fluxului de persoane și simularea traficului [14],
- Industria aeronautică[15].
- Industria fotovoltaică [16]

Cea mai recentă versiune, AnyLogic 7, a fost lansată în 2014. Platforma pentru mediul de dezvoltare al modelelor AnyLogic 7 este Eclipse. AnyLogic 7 este un software de simulare de tip  multiplatformă deoarece rulează pe Windows, Mac OS and Linux.

## AnyLogic și Java
AnyLogic cuprinde un  limbaj de modelare grafică și de asemenea permite utilizatorului extinderea modelelor de simulare folosind cod Java. Caraterul Java al aplicației AnyLogic avantajează atât specificarea extensiilor modelelor prin codare Java, cât și crearea de applet-uri Java, care pot fi deschise în orice browser obișnuit. Aceste applet-uri facilitează împărtășirea și plasarea modelelor AnyLogic pe pagini web. Versiunea Professional permite pe lângă applet-uri Java și crearea de aplicații Java de sine stătătoare, care pot fi distribuite utilizatorilor. Aceste aplicații Java pot constitui baza pentru aplicații de suport al deciziilor.

## Modelarea simulărilor de tip multi - metodă

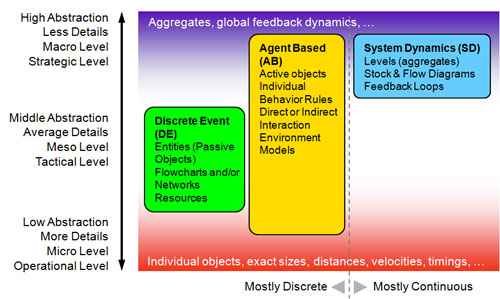
În ce măsură corespund abordările de simulare nivelului de abstractizare

Modelele AnyLogic pot fi bazate pe oricare din principalele paradigme de modelare a simulării: cu evenimente discrete sau orientată pe proces (DE), bazată pe dinamica sistemelor (SD) și bazată pe agenți (AB).
Simularea bazată pe dinamică de sistem și cea cu evenimente discrete sunt abordări tradiționale de simulare, cea bazată pe agenți este nouă. Practic, abordarea bazată pe dinamica de sistem este orientată în special spre procese continue, în timp ce modelele sistemelor “cu evenimente discrete” (prin care se înțeleg toți descendenții GPSS, cunoscută și sub denumirea de abordare orientată pe procesul de simulare) și bazate pe agenți, operează îndeosebi în timp discret, ca de ex. sar de la un eveniment la celălalt. 
Simularea bazată pe dinamica sistemelor și cea cu evenimente discrete au fost predate în cadrul universităților unor grupuri foarte diferite de studenți, și anume ingineri de management și economie, industrial și de cercetare operațională. Astfel, s-au conturat două comunități distincte de specialiști care nu comunică niciodată între ele. 
Modelarea bazată pe agenți era până de curând considerată un subiect pur academic. Cu toate acestea, cererea tot mai mare pentru optimizarea globală a întreprinderilor a determinat modelatori importanți să se orienteze spre abordări combinate, pentru o mai bună înțelegere a proceselor interdependente complexe, care pot avea caracteristici foarte diferite.
În ce măsură corespund abordările de modelare nivelului de abstractizare. Modelarea bazată pe dinamica sistemelor, ocupându-se cu agregate, se folosește în mod evident la cel mai înalt nivel de abstractizare. Modelarea cu evenimente discrete se folosește la nivel scăzut până la mediu de abstractizare. În ceea ce privește modelarea bazată pe agenți, această tehnologie este folosită la toate nivelurile de abstractizare, iar agentul poate modela obiecte de naturi și mărimi diverse : la nivel “fizic“ agenții pot fi de ex. trecători, autovehicule sau roboți, la nivel mediu – clienți, la cel mai înalt nivel – companii concurente.
AnyLogic permite modelatorului să combine aceste abordări de simulare în cadrul aceluiași model. Nu există o ierarhie prestabilită. Astfel, de exemplu, se poate crea modelul unei industrii de transport de marfa, unde transportatorii sunt modelati ca agenți, care acționează și reacționeză independent. În același timp funcționarea internă a transportului și infrastructura retelelor lor poate fi modelată cu  o simulare folosind evenimente discrete. Asemănător, se pot modela consumatorii ca agenți, al căror comportament agregat alimentează un model de dinamică de sistem,  captând fluxuri precum încasări sau cheltuieli, care nu trebuie legate individual de agenți. Abordarea limbajului combinat este aplicabilă direct în cazul unei arii largi de probleme complexe de modelare, care pot fi modelate cu una din oricare dintre abordări, deși cu compromisuri.

## Limbaj de simulare

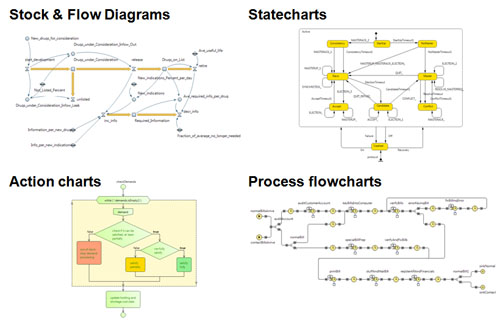
Constructii de simulare bazate pe limbajul de modelare AnyLogic

Limbajul de simulare AnyLogic este alcătuit din următoarele elemente:
- Diagramele de stoc și de flux sunt folosite pentru modelarea dinamicii sistemelor.
- Diagramele de stare sunt folosite mai ales la modelarea bazată pe agenți pentru a defini comportamentul agenților. Se folosesc de asemenea la modelarea cu evenimente discrete, de ex. pentru a simula avaria mașinilor.
- Diagramele de activitate se folosesc pentru definirea algoritmilor. Pot fi folosite la modelarea cu evenimente discrete, de ex. pentru direcționarea apelurilor, sau în modelarea bazată pe agent, de ex. pentru logica de decizie a agenților.
- Diagramele de flux de proces sunt construcția de bază folosită pentru definirea proceselor în cazul modelării cu evenimente discrete. Privind această diagramă de flux putem observa de ce abordarea cu evenimente discrete este adesea numită orientată pe proces.

Limbajul include de asemenea: construcții de modelare de nivel scăzut (variabile, ecuații, parametri, evenimente, etc.), figuri pentru animație (linii, elipse, etc.) modalități de analiză (seturi de date, histograme, diagrame), aplicații de conectivitate, imagini standard și structuri de experiment.

## Librării AnyLogic
AnyLogic cuprinde următoarele librării standard:
- Process Modeling Library a fost proiectată pentru a sprijini simularea DE în domenii precum industrie, rețele de aprovizionare, logistică și sănătate publică. Folosind obiectele Process Modeling Library se pot modela sisteme reale sub formă de entități (tranzacții, clienți, produse, componente, vehicule, etc.), procese (secvențe de operațiuni care în mod caracteristic implică șiruri de așteptare, întârzieri, utizare de resurse) și resurse. Procesele sunt specificate sub formă de diagrame de flux.
- Pedestrian Library este dedicată simulării fluxului de trecători într-un mediu “fizic”. Permite crearea unor modele de clădiri intens circulate (precum stații de metrou, puncte de control etc.) sau străzi (număr mare de trecători). Modelele permit colectarea de statistici despre densitatea trecătorilor în diferite zone. Acest lucru asigură o perfomanță satisfăcătoare a punctelor de lucru cu încărcătură ipotetică, estimează durata de staționare în anumite zone și detectează eventuale probleme legate de geometria internă -  cum ar fi efectele adăugării prea multor obstacole – și alte aplicații. În modelele create cu Pedestrian Library, trecătorii se mișcă în spațiu continuu, reacționând atât la diferite tipuri de obstacole (pereți, zone diferite) cât și la alți trecători. Trecătorii sunt simulați sub forma unor agenți care interacționează, caracterizați prin comportament complex, însă AnyLogic Pedestrian Library oferă o interfață de nivel mai ridicat pentru crearea rapidă a modelelor de trecători sub formă de diagrame de flux.
- Rail Yard Library  permite modelarea, simularea și vizualizarea operațiunilor unei căi ferate de orice complexitate și dimensiune. Acest model de cale ferată poate fi combinat cu modele cu evenimente discrete sau bazate pe agent în funcție de: încărcare și descărcare, alocarea resurselor, mentenanță, procese de producție și alte activități de transport.

Pe lângă aceste librării standard, utilizatorii pot crea și pot distribui propriile lor librării.